# Prometeo. Tragedia dell'ascolto
Prometeo. Tragedia dell'ascolto è una composizione di Luigi Nono su testi preparati da Massimo Cacciari e tratti da vari autori tra i quali Walter Benjamin, Eschilo e altri classici greci. Non si tratta di una vera e propria opera lirica in senso tradizionale: infatti non vi è rappresentazione scenica. Può essere considerata una sorta di "azione sonora" nella quale il dramma è inscenato dalla stessa trama musicale su cui è costruito il lavoro (da qui il sottotitolo Tragedia dell'ascolto). La prima esecuzione assoluta avvenne il 25 settembre 1984 a Venezia, presso la chiesa di San Lorenzo, nell'ambito della Biennale musica (committente del lavoro). La prima esecuzione della versione definitiva avvenne il 25 settembre 1985 a Milano presso lo Stabilimento Ansaldo.

## Storia

### La concezione dell'opera

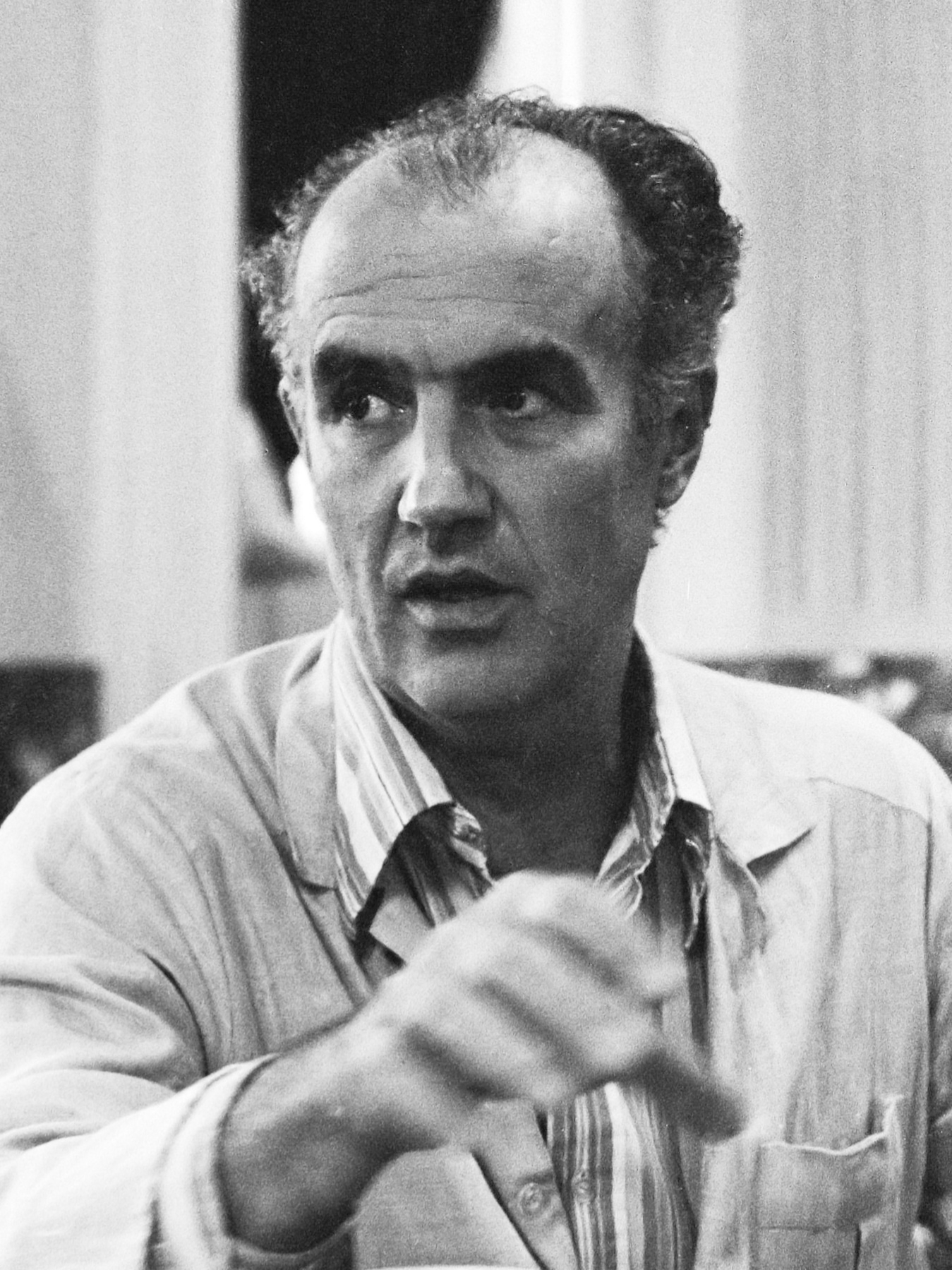
Luigi Nono nel 1979

All’indomani della prima esecuzione di Al gran sole carico d’amore (1976) Nono iniziò a pensare a un tipo di teatro diverso, che si allontanasse dalle messinscene tradizionali delle quali anche tale opera faceva uso. Pensò di drammatizzare il Prometeo di Eschilo allestendo delle isole musicali collocate all’interno di un ampio spazio, che tra loro si avvicinavano e si allontanavano. L’idea di "suoni in movimento" in uno spazio sonoro divenne realizzabile anche mediante la tecnica del live electronics, che il compositore iniziò a sperimentare a partire dal 1980 quando iniziò a collaborare con l’Experimentalstudio der Heinrich Strobel-Stiftung des Südwestfunks di Friburgo. Due composizioni del 1981 (Io, frammento dal Prometeo e Das atmende Klarsein) costituiscono una prima realizzazione di tali concetti. Il testo del Prometeo fu "montato" da Massimo Cacciari con frammenti in italiano, greco antico e tedesco tratti da classici greci e da vari autori moderni. La frammentarietà è caratteristica fondamentale nella concezione dell’opera, anche dal punto di vista musicale. Secondo Marinella Ramazzotti 
[Il viandante e] il suo viaggio di ricerca tra le isole, spazi isolati ma comunicanti, è espresso con parole isolate, a cui corrisponde una struttura sonora a frammenti, esperiti come 'attimi' non conclusi, perché risuonano e si rigenerano all’infinito. Attraverso questi 'attimi', in cui si ascoltano la nascita, il vibrare, l’estinguersi e il ricomporsi del suono all’interno di uno spazio aperto, si sviluppa una "vera tragedia spaziale di suoni" e si consuma il dramma di Prometeo. 
Secondo la nuova concezione dell’arte che stava maturando Nono in quegli anni, i frammenti tra loro comunicanti sono il mezzo per esprimere la pluralità del possibile. Come scrive Jürg Stenzl: 
Importante per questo "nuovo Nono" non era raggiungere un qualche obbiettivo prestabilito, ma l’incursione nell’ignoto, il Viaggio in sé stesso. Invece di vedere il Sì e il No nettamente distinti, Nono entra nel campo del possibile, dell’apertura verso tutti i lati; in breve, un pensiero liberato, profondamente diffidente verso qualsiasi forma globale e sistematica.

### Fortuna esecutiva
La prima esecuzione di Prometeo avvenne a Venezia nella chiesa di San Lorenzo il 25 settembre 1984, con la direzione di Claudio Abbado, coadiuvato da Roberto Cecconi. Per l’occasione fu progettata e realizzata dall'architetto Renzo Piano una sorta di "arca" in legno pregiato, ossia un grande contenitore alle cui pareti vi erano tre livelli di "balconi" nei quali erano collocati gli esecutori, e che avvolgeva completamente gli spettatori che sedevano alla base. Tale struttura, che avrebbe dovuto essere utilizzata in occasione di ogni futura replica dell’opera, consentiva di realizzare quella spazializzazione di suoni "in movimento" che è caratteristica del Prometeo. Fu riutilizzata anche per la seconda esecuzione dell’opera, che avvenne a Milano il 25 settembre del 1985, in occasione della quale Nono rivide profondamente la sua partitura, confermando diversi tagli già fatti durante le prove in occasione della prima veneziana e riscrivendone ampie parti. In questa nuova e definitiva versione Prometeo iniziò ad essere eseguito in varie città nel mondo quali Francoforte e Parigi (1987), Berlino (1988), Gibellina (1991), Amsterdam (1992), Salisburgo (1993), Lisbona (1995), Bruxelles (1997), Akiyoshidai (Giappone, 1998). L’arca di Piano, dopo le esecuzioni milanesi del 1985, non fu però più utilizzata. Sebbene sia un’opera che richieda un grosso impegno tecnico-esecutivo, continua ad essere eseguita con una certa regolarità. Dopo le esecuzioni degli anni '80, in Italia è stata ripresa a Milano nel 2000 e a Parma nel 2017. Nel 2024 la Biennale di Venezia, in occasione del centenario della nascita del compositore e del quarantennale dell'opera, ha allestito una ripresa di Prometeo nella stessa chiesa di San Lorenzo che ne ospitò la prima esecuzione assoluta. 
Claudio Abbado ne trasse una suite della durata di circa mezz'ora, che eseguì in varie occasioni a Berlino, Venezia, Torino, Bologna e Lucerna.

## Organico
La composizione prevede l'utilizzo di vari gruppi vocali e strumentali che sono disposti attorno agli ascoltatori in maniera che il suono provenga da più parti. Essi sono:
- 5 solisti vocali (2 soprani, 2 contralti, 1 tenore);
- 2 voci recitanti;
- gruppo di fiati (flauto contrabbasso e basso, flauto, ottavino, clarinetto contrabbasso in Si bemolle, clarinetto in Si bemolle, clarinetto piccolo in Mi bemolle, basso tuba, trombone tenore-basso, trombone contralto, euphonium);
- gruppo di archi (viola, violoncello contrabbasso);
- 7 vetri (2 musicisti)
- coro misto (3 soprani, 3 contralti, 3 tenori e 3 bassi);
- 4 gruppi strumentali (ciascuno costituito da 1 flauto - anche ottavino -, 1 clarinetto, 1 fagotto, 1 corno, 1 tromba, 1 trombone, 4 violini, 1 viola, 1 violoncello, 1 contrabbasso).

Il suono prodotto da tali gruppi è poi sottoposto a un processo di elaborazione elettronica tramite la tecnica del live electronics. Per il coordinamento degli esecutori sono necessari due direttori d'orchestra.

## Struttura[4]

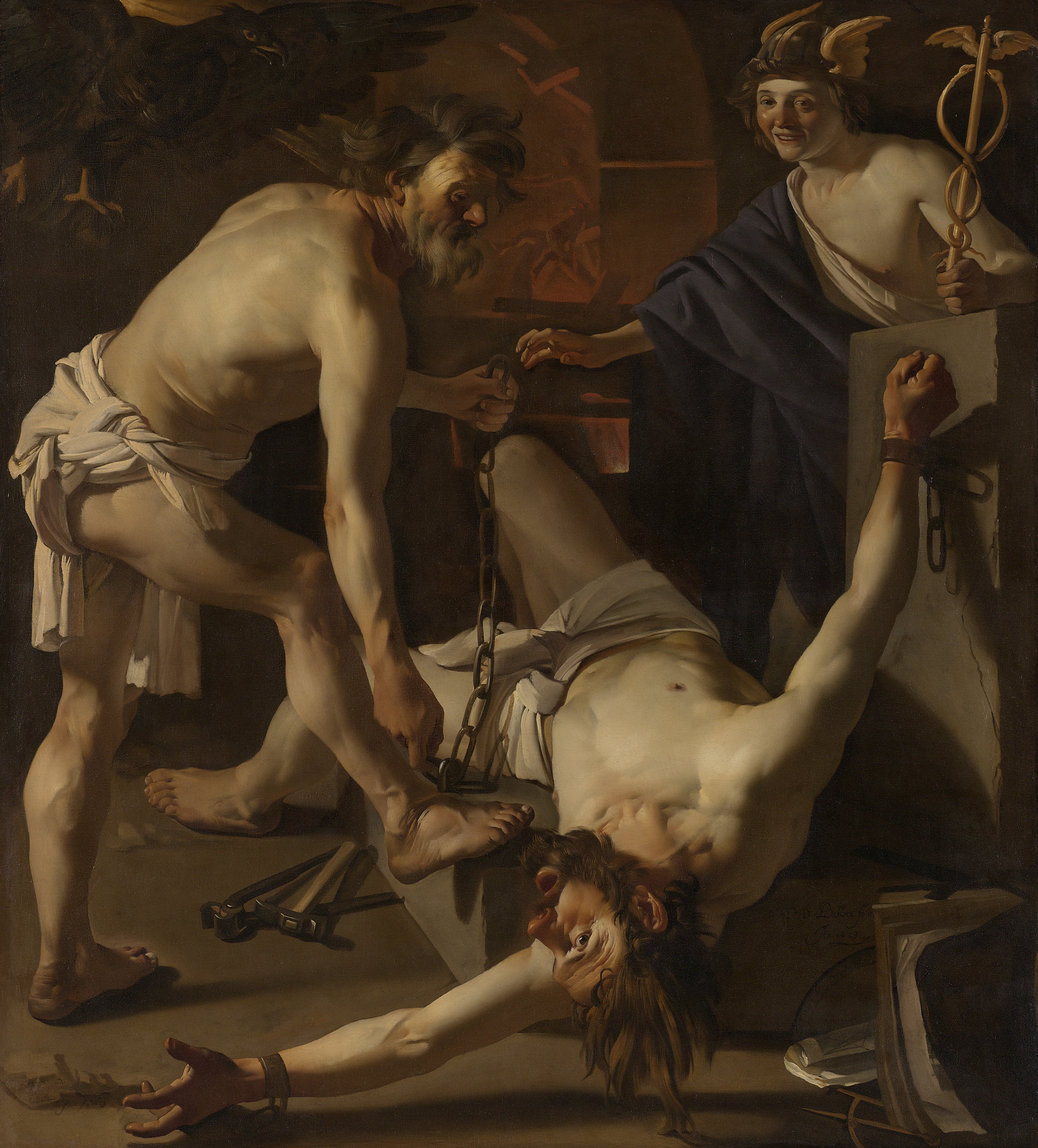
Efesto incatena Prometeo (Dirck van Baburen, 1623)

Prometeo è diviso in nove sezioni. Un testo che appare ciclicamente in alcune di queste parti è Il Maestro del gioco, componimento che Cacciari ha tratto da frammenti provenienti da Sul concetto di storia di Walter Benjamin.

I. Prologo. Le due voci recitanti sussurrano frammenti tratti dalla Teogonia di Esiodo nei quali si descrive la genealogia di Prometeo. Tali passi sono intercalati con qualche frammento tratto dal Prometeo di Eschilo, dal Lessico di Esichio e dalle Trachinie di Sofocle. Il coro e le voci soliste commentano con frammenti tratti dal Maestro del gioco. In questa sezione viene utilizzato l’intero organico.

II. Isola prima. Il testo, tratto in gran parte dal Prometeo di Eschilo, è disposto su tre colonne parallele. Nella prima Prometeo rivendica le sue gesta a favore dell’umanità, nella seconda Efesto racconta il castigo inflitto da Zeus al protagonista. Il testo di queste prime due colonne non è musicato, ma è inserito nelle parti degli strumentisti a mo’ di indicazione esecutiva. La terza colonna (Mitologia) costituisce una sorta di commento: è tratta dal Prometeo di Goethe ed è cantata dal coro, che interviene per sei brevi tratti. L’organico, oltre al coro, è costituito dagli archi solisti (che sviluppano una base sonora appena percettibile) e dai quattro gruppi orchestrali, che intervengono a intervalli irregolari.

III. Isola seconda. È divisa in tre sottosezioni:
a) Io – Prometeo.  Il testo è basato sul dialogo tra Io e Prometeo del Prometeo di Eschilo. Io, sacerdotessa di Era e figlia di Inaco, incontra Prometeo incatenato, e quest’ultimo le predice il suo tortuoso futuro, costretta alla fuga dal «nume sempre violento». È l’unica sezione dell’opera dove i due personaggi sono rappresentati da gruppi vocali-strumentali distinti: due soprani, due contralti e flauto basso per Io, tenore, clarinetto contrabbasso, gruppi orchestrali e archi solisti per Prometeo. Il coro è in comune.
b) Hölderlin. Nel testo di Cacciari questa sezione era incorporata alla precedente, come commento al dialogo tra Io e Prometeo (Mitologia). Nono ne ha prodotto un brano autonomo. Il testo è tratto dal Canto del destino di Iperione di Friedrich Hölderlin, nel quale si descrive la condanna della condizione umana a non trovar mai pace, sino a precipitare «ins Ungewisse hinab» (giù nell’ignoto). Al termine viene inserito un frammento dalle Odi Nemee di Pindaro dove si parla del rapporto tra dei e uomini «fratelli infelici». L’organico prevede due soprani soli, due voci recitanti, flauto basso e clarinetto contrabbasso. Il materiale sonoro viene continuamente e pesantemente modificato dal live electronics.
c) Stasimo primo. Questa sezione, un tempo autonoma, è stata successivamente inclusa all'interno dell'Isola seconda. Il testo è tratto da un passo dell'Alcesti di Euripide. È una sorta di commento all’”azione” precedente ed è costituito da brevi frammenti di ritmo e intensità variabile. L’organico è costituito da due soprani e due contralti soli, dal coro e dai gruppi orchestrali.
IV. Interludio primo. Questa breve sezione costituisce la svolta decisiva dell'opera. Il tessuto sonoro, costituito da un contralto, flauto, clarinetto e tuba (con gli strumenti che raddoppiano e "estendono" la voce), è estremamente trasparente e spesso ai limiti dell'udibilità; il carattere del brano, senza alcun contrasto, è dolce e flebile. Il testo è tratto dal Maestro del gioco, con inserti dall'Alcesti di Euripide tratti dallo Stasimo primo. Appare significativamente citata qui la «debole forza messianica», una delle frasi chiave dell'opera. Da qui in avanti saranno in gran parte abbandonati i contrasti sonori udibili nelle prime tre parti a favore di una frammentarietà e rarefazione che apre alla multiversalità del possibile.
V. Tre voci a. Il testo è tratto ancora dal Maestro del gioco. Incornicia il brano all'inizio e alla fine la parola «Ascolta!»: si parla di «intese segrete». I frammenti cantati dai tre solisti (soprano, contralto e tenore) sono sostenuti da un continuum sonoro prodotto da euphonium, flauto basso, clarinetto contrabbasso, vetri e archi solisti, che viene espanso con l'uso dell'elettronica.
VI. Terza/Quarta/Quinta isola. In questa sezione la frammentazione si fa estrema: «Bisogna rompere le isole dall'interno» scrive Nono in un abbozzo. Il compositore utilizza e mette in relazione tra di loro frammenti provenienti dalle tre isole che Cacciari aveva concepito come brani autonomi. Le provenienze dei testi sono estremamente varie: di va dall'Edipo a Colono di Sofocle (terza isola) a Hölderlin, Schönberg ed Esiodo (quarta isola) sino a Nietsche, Eschilo e lo stesso Nono (quinta isola, non musicata ma "indicata" nelle parti degli esecutori). Si intende da vari frammenti il destino di Prometeo, viandante nel mare del possibile: «se ti è dato essere eroe \ Solo del Mare lo puoi» (quarta isola); «Che vi sia chi si irrompe \ e reca il Fuoco, \ questo da sé si comprende \ MA \ che il fuoco riveli \ e che il rivelare \ divenga una LEGGE \ questo è MIRACOLO» (quinta isola). L'organico prevede l'utilizzo delle voci soliste, dei fiati e degli archi solisti in varie aggregazioni, col coro in «Eco lontano».
VII. Tre voci b. La sezione è per coro a cappella. Il testo è tratto dal Maestro del gioco e, come succedeva nella sezione Tre voci a, è incorniciato all'inizio e alla fine dalla parola «Ascolta!». Si ritrova la «debole forza» che «basta a far saltare un'epoca dal corso della storia».
VIII. Interludio secondo. La sezione è esclusivamente strumentale, e prevede nell'organico il violoncello, il contrabbasso, il fagotto, il corno e il trombone di ciascuno dei quattro gruppi strumentali, a cui si aggiungono i vetri. Si tratta di un brano dominato dai suoni continui e gravi modulati elettronicamente.
IX. Stasimo secondo. Il testo presenta citazioni da Eschilo (Prometeo) e dal Maestro del gioco, e si conclude con le parole finali del terzo atto di Moses und Aron di Schönberg. Si raccoglie attorno al concetto di Nomos (legge) che è «ciò che strappa ogni consolazione», ma che «apre molteplici vie» e «chiede a noi di destare l'infranto». Il destino solitario di Prometeo è «nel deserto invincibile». Il brano reca il sottotitolo A sonar e a cantar, riferimento alla pratica dei "cori spezzati" nella Venezia del XVI secolo: per gran parte della sezione gli strumenti infatti raddoppiano le voci. L'organico è composto da due soprani, due contralti, fiati solisti e archi solisti.

## Discografia
- EMI, 1995: Solistenchor Freiburg, Ensemble Modern, direttori Ingo Metzmacher e Peter Rundel (registrazione live effettuata a Salisburgo l'11 e il 12 agosto 1993).
- col legno, 2007: Solistenchor Freiburg, ensemble recherche, Solistenensemble des Philharmonischen Orchesters Freiburg, Solistenensemble des SWR Sinfonieorchsters Baden-Baden und Freiburg, direttori Peter Hirsch e Kwamé Ryan (registrazione effettuata nel maggio del 2003)

La suite dal Prometeo è stata incisa da Claudio Abbado 
con i Berliner Philharmoniker nel 1992.
- Stradivarius, 2017. Ensemble Prometeo, Orchestra Arturo Toscanini, solisti vari. Marco Angius, direttore. Registrazione live Teatro Farnese, Parma.